# Cankat Aydos
Cankat Aydos (Ankara, 12 de noviembre de 1992) es un modelo y actor turco, conocido por su papel y por interpretar a Ersin Elibol en Bizim Hikaye.

## Biografía
Nació el 12 de noviembre de 1992 en Ankara, Turquía. Con el apoyo de su familia, Aydos ha estado interesado en los deportes desde una edad temprana. Ha pasado 8 años como jugador profesional de baloncesto.
Cankat Aydos, que tuvo éxito en su vida educativa, fue más lejos al ganar el Departamento de Teatro del Conservatorio Estatal de la Universidad de Selcuk , la escuela con la que soñaba su éxito . Aydos, que también tiene una personalidad interesante, recibió su primera serie de ofertas en sus primeros años y comenzó a jugar en la serie desde una edad temprana.

## Vida personal
En los años en que ganó la Universidad de Selçuk , aceptó la oferta de ser miembro de la serie Lost TV, que se emitió en las pantallas de Kanal D. La serie incluyó nombres como Mete Horozoglu , Asli Enver , Ilker Kaleli y Dolunay Soysert. La serie de producción 2013 fue el primer proyecto profesional de Cankat Aydos. 
Durante el mismo período en la serie de Maral, una vez más, un jugador parcial ha tenido la oportunidad de presentarse ante el público. A pesar de la corta edad, todo tipo de personajes puede asumir el papel de la actriz Hazal Kaya y Aras Bulut. Los papeles protagónicos de İynemli en la serie pasaron a primer plano y se mostraron a los productores.
El actor más destacado del proyecto es la popular serie de crimen Behzat Ç..He estado con el actor, que sirvió en la serie durante un cierto período de tiempo, hizo una mención seria de su nombre. Erdal Beşikçioğlu , Seda Bakan, Fatih Artman y Ege Aydan participaron en la serie llena de estrellas.Ha sido durante mucho tiempo el tema de la agenda.
Cankat lentamente empezando a ser hablado llamada Aydos de 2014 la construcción seguridad de la serie tuvo lugar en el equipo. Ha sido una de las figuras que desempeñó uno de los roles adicionales e hizo una diferencia en la serie, aunque no apareció por mucho tiempo. La serie también incluye nombres como Mehmet Akif Alakurt , Özlem Yılmaz y Engin Şenkan.
Después de esta película, participó en la película Mixed Cassette como su primer proyecto de pantalla.Özge Özpirinçci , Sarp Apak , Bülent Emin Yarar y Atilla Taş también han participado en el proyecto popular .
El joven actor continuó su carrera en uno de los papeles secundarios de la serie de televisión Friends is Good, que es uno de sus proyectos favoritos en la televisión . En la serie, participó en nombres como Devrim Özder Akın, Emre Karayel , Dris Nebi Taşkan , Ahmet Mekin y Akın Akınözü . Dado que la serie no tuvo mucho, hizo una final en el último período.
Fue incluido en la serie Hayati ve Otros , que fue preparada por Onur Özcan y Murat Özsoy y dirigida por Metin Balekoğlu. En 2017, interpretó a Faruk Kadıoğlu, exiliado en la serie de televisión Kanal D.
En la serie Hayati y otros, interpreta a Celil Nalçakan, el actor principal Günay Karacaoğlu como la madre de su vida y Levent Ülgen como su tío Danyan.

## Filmografía

### Televisión
| Año       | Título              | Personaje      | Nota         |
| --------- | ------------------- | -------------- | ------------ |
| 2010-2012 | Behzat Ç            | Tanju          | Protagonista |
| 2013      | Kayip               | Aykut          | Protagonista |
| 2014      | Emanet              | Metehan        | Protagonista |
| 2014      | Mixed Tape          | Oyuncu Ulas    | Protagonista |
| 2015      | Maral               | Tahsin         | Protagonista |
| 2015      | Kuyu                | Ali            | Protagonista |
| 2016      | Arkadaslar Iyidir   | Arda           | Protagonista |
| 2017      | Bir Deli Sevda      | Kemal          | Protagonista |
| 2017      | Hayati ve Digerleri | Faruk Kadıoğlu | Protagonista |
| 2018      | Insanlik Sucu       | Selim Durak    | Protagonista |
| 2018      | Brothers            | Vedat          | Protagonista |
| 2018      | The Protector       | Memo           | Protagonista |
| 2019      | Bizim Hikaye        | Ersin Elibol   | Protagonista |